# Johannes Bonemilch
Johannes Bonemilch (* um 1434 in Laasphe; † 17. Oktober 1510 in Erfurt) war Universitätsprofessor und Weihbischof im Erzbistum Mainz mit Sitz in Erfurt.

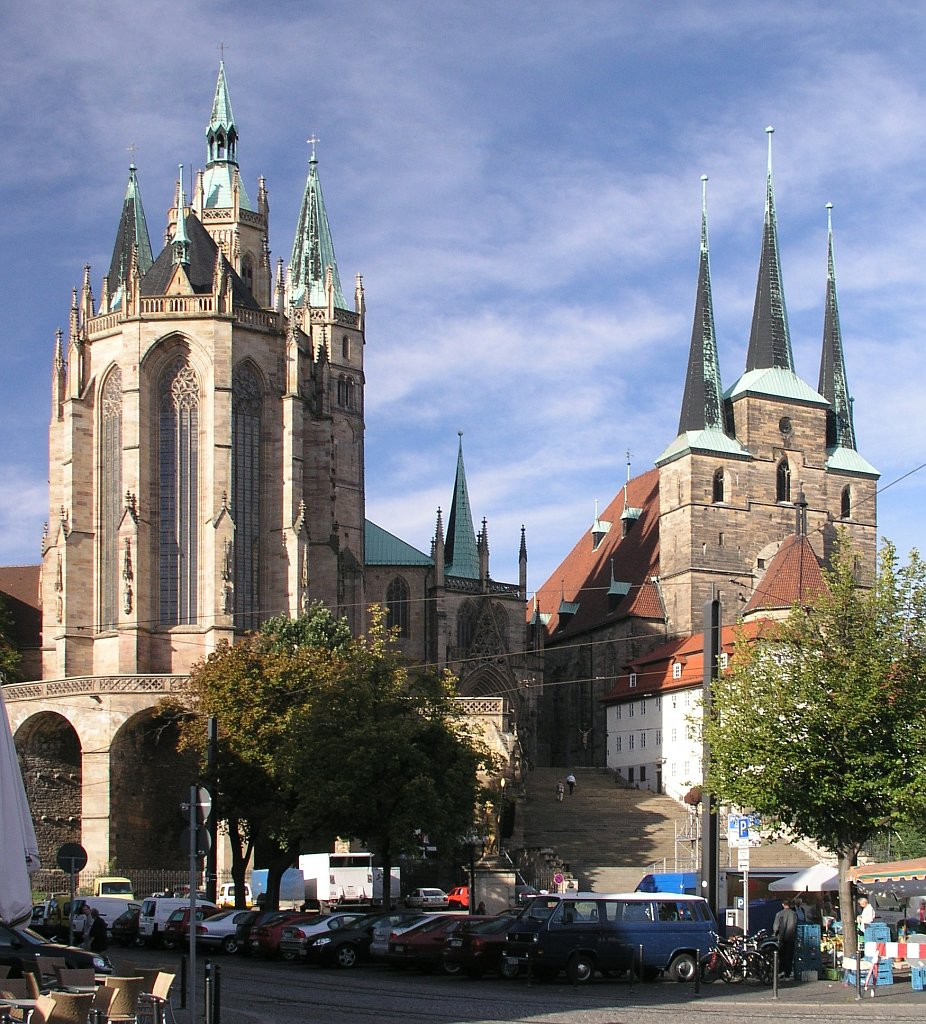
Mariendom und Severikirche in Erfurt

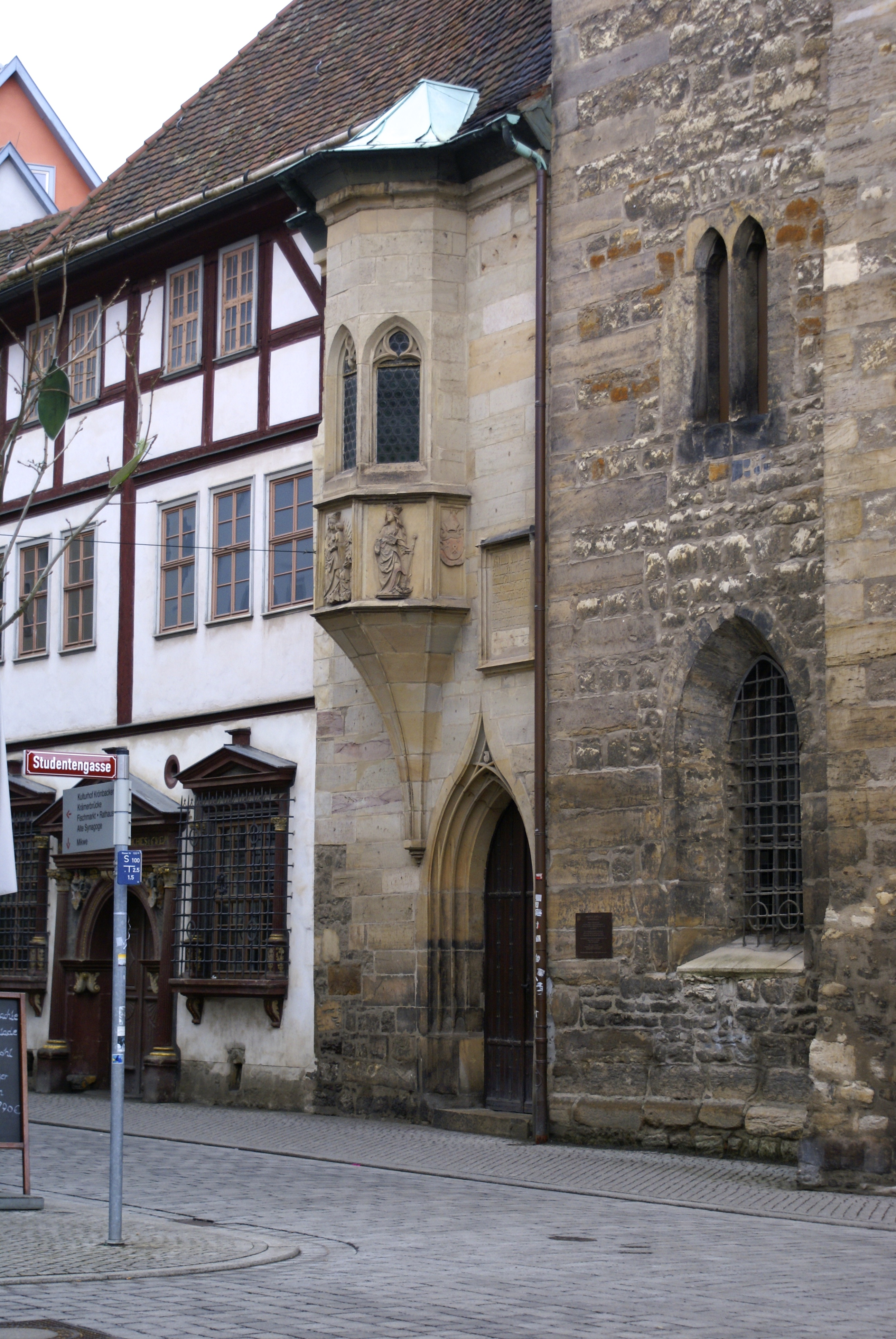
Dreifaltigkeitskapelle in Erfurt

## Leben
Bonemilch immatrikulierte sich nach 10-jähriger Tätigkeit als Pfarrer in Eckelshausen zu Michaelis 1462 an der Universität Erfurt. Hier erlangte er 1469 den Grad eines Magister artium und wandte sich anschließend dem Studium der Theologie zu.
Nach seinem Studium wurde er Pleban an der Michaeliskirche, deren Dreifaltigkeitskapelle (Laasphekapelle) er um 1500 stiftete. Außerdem erhielt er ein Kanonikat am Marienstift und wurde 1498 Titularbischof von Sidon.
Im Wintersemester 1478/1479 war er Dekan der artistischen Fakultät. 1482 wurde er Professor der Philosophie, 1487 promovierte er zum Dr. theol. Er wurde dreimal zum Rektor der Erfurter Universität gewählt. Von 1498 bis 1508 war er der 19. Weihbischof Erfurts (in partibus Hassiae et Thuringiae).
Dem jungen Helius Eobanus Hessus verhalf er 1507 zu der Stellung eines Rektors der Stiftsschule zu St. Severi. Im gleichen Jahr erteilte er Martin Luther vermutlich am Karsamstag, dem 3. April, im Erfurter Dom die Priesterweihe.
Zahlreiche Weihen von ihm sind überliefert, so die Weihe der Gloriosa (für deren Herstellung er den Auftrag gab), der Kapelle Salvatoris im Kartäuserkloster und des Chors der Klosterkirche Kapellendorf sowie des Chors der Kirche in Lüthorst. Nach der Weihe eines Altars im Krankenhaus der Brüder vom gemeinsamen Leben (Kugelherren) in Marburg reiste er so überhastet ab, dass man keine Urkunde ausstellte und daher nicht wusste, wem der Altar geweiht war. Bonemilchs Nachfolger Paul Huthenne holte dies auf Bitte der Kugelherren am 11. Oktober 1514 nach.
Als Bonemilch im Oktober 1510 starb, hatte die Universität den Verlust ihres beliebten mehrfachen Dekans und Rektors, hochangesehenen Weihbischofs, Theologieprofessors, Kanonikus, Generalrichters und Pfarrers an St. Michael zu beklagen und trauerte aufrichtig. Bonemilch wurde im Erfurter Dom beigesetzt, wo sein Grabmal noch heute vorhanden ist. Ihm zu Ehren heißt seit Februar 2001 im Erfurter Stadtteil Brühlervorstadt eine kleine Straße Bonemilchstraße. Seit
dem 15. Mai 2011 verbindet in Bonemilchs Geburtsort Bad Laasphe ein Bonemilchgässchen den Kirchplatz von dem Ort aus, wo sein Geburtshaus stand, mit der Wallstraße.